# Gujranwala
Gujranwala är en stad i den pakistanska provinsen Punjab. Den är en av landets största städer och har cirka 2 miljoner invånare. I staden föddes Ranjit Singh, grundaren av sikhstaten Punjab på 1790-talet.